# 福島県道160号四倉停車場線
福島県道160号四倉停車場線（ふくしまけんどう160ごう よつくらていしゃじょうせん）は、福島県いわき市四倉町にある一般県道である。

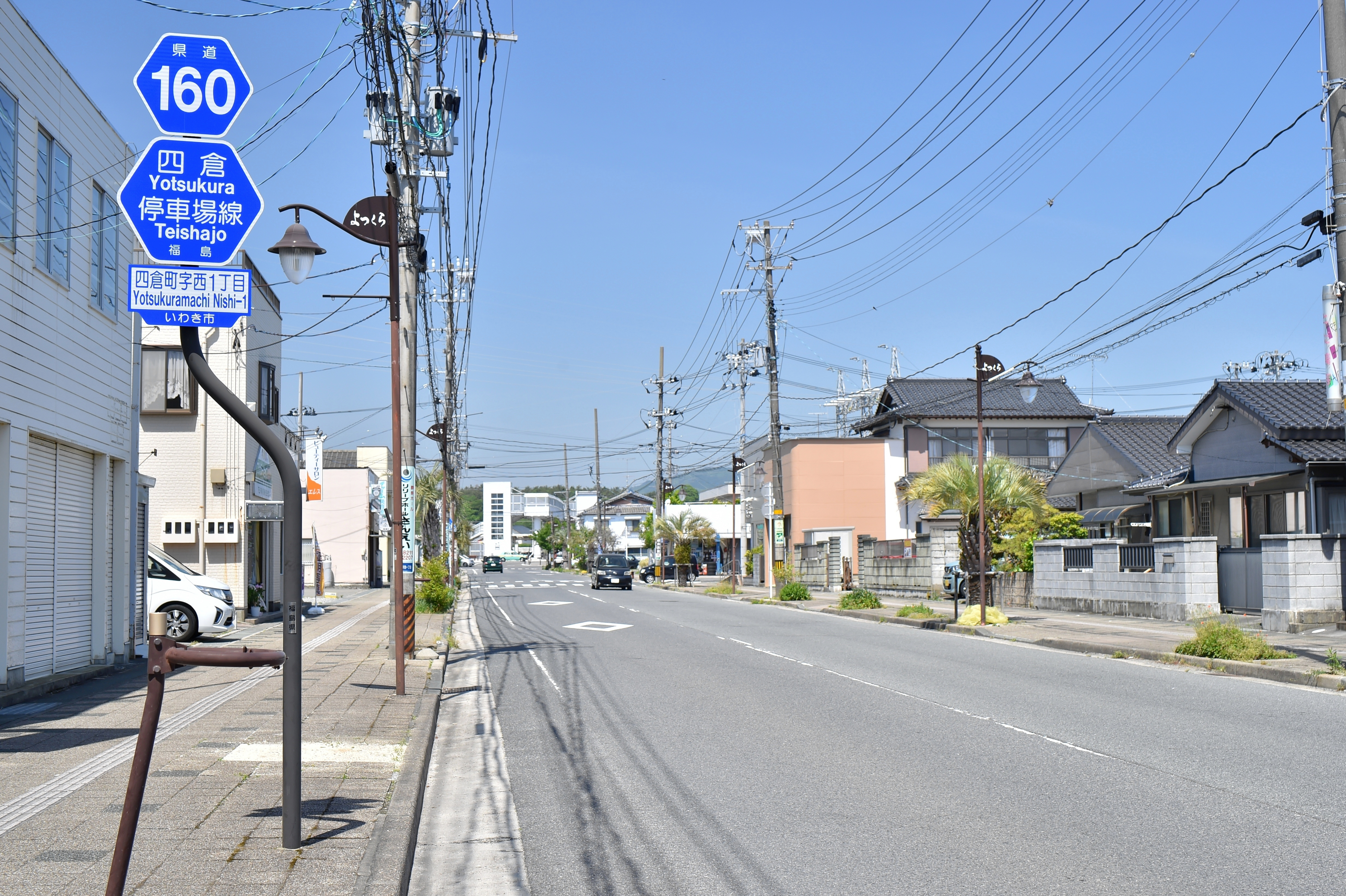
福島県道160号四倉停車場線
いわき市四倉町字西二丁目
（2024年5月）

## 概要
- 起点：福島県いわき市四倉町西1丁目（JR常磐線四ツ倉駅前）
- 終点：福島県いわき市四倉町東2丁目
- 総延長：308 m[1]
  - 実延長：230 m
- 路線認定年月日：1959年8月31日[2]

## 通過する自治体

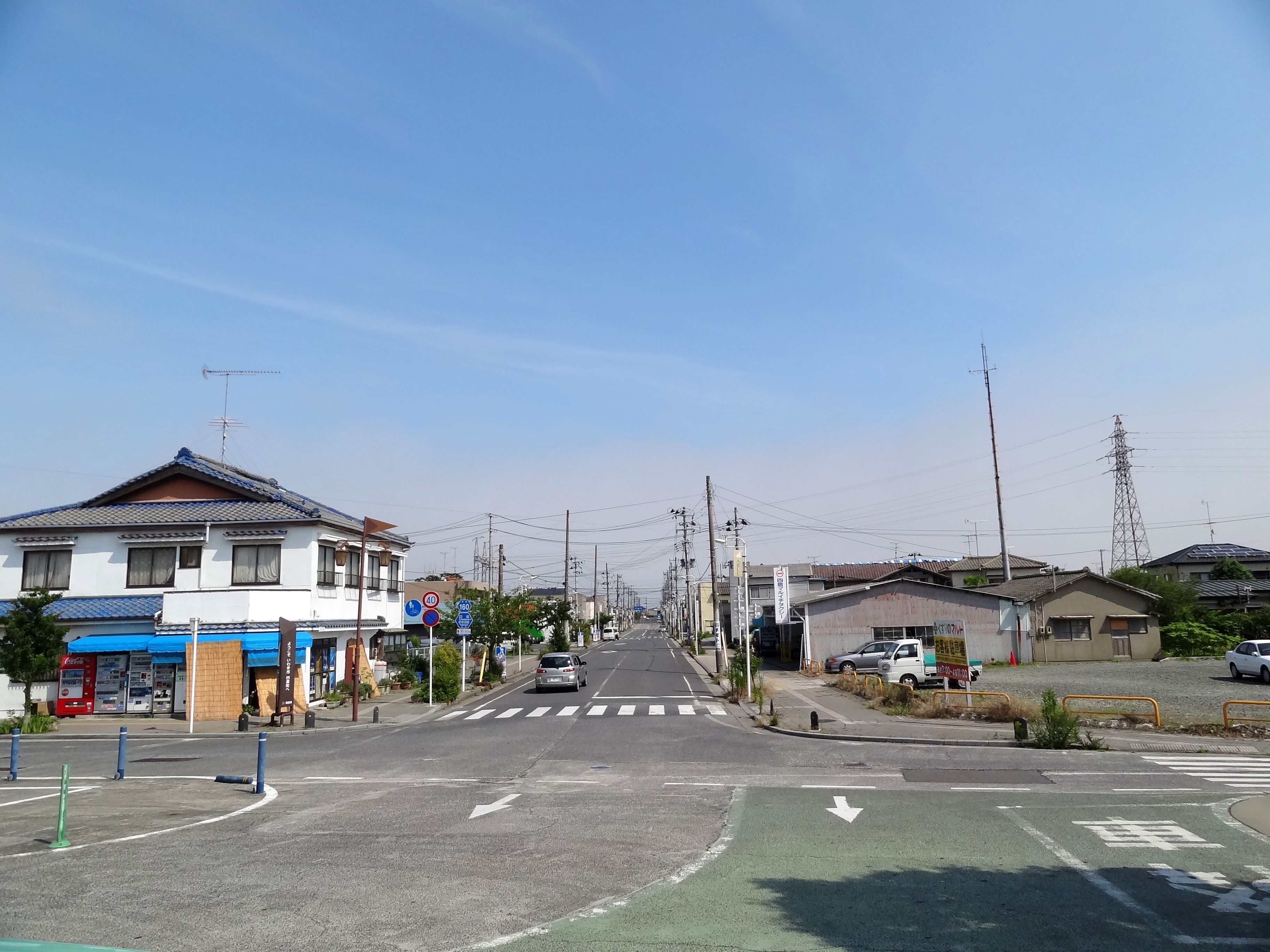
福島県道160号全景

- 福島県
  - いわき市

## 接続・交差する路線
- 国道6号（福島県道363号八茎四倉線重用区間）（四倉町東2丁目〈四倉駅入口交差点〉終点）

## 沿線
- JR常磐線 四ツ倉駅 - 駅名と異なり路線名称は地名と同じ「四倉」が用いられている。